# 23151 Georgehotz
23151 Georgehotz è un asteroide della fascia principale. Scoperto nel 2000, presenta un'orbita caratterizzata da un semiasse maggiore pari a 2,9017400 UA e da un'eccentricità di 0,0350249, inclinata di 1,33469° rispetto all'eclittica.